# Superclásico de las Américas 2019
Il Superclásico de las Américas 2019 è la sesta edizione del trofeo, disputato il 15 novembre 2019 tra Brasile e Argentina allo Stadio dell'Università Re Sa'ud di Riad.

## Risultati
| Arbitro: | Matthew Conger |

|  |           |           |
|  | Marcatori | 13’ Messi |

| Brazil | Argentina |